# شورلت لومینا
شورلت لومینا (Chevrolet Lumina) خودرویی است که از سال ۱۹۹۰ تا ۲۰۰۱ (North America)۱۹۹۸–کنون (Middle East، South Africa)تولید شده‌است.
این خودرو در کلاس خودرو سایز متوسط قرار گرفته، است.